# Đinh Văn Thu
Đinh Văn Thu (sinh năm 1959) là cựu chính khách Việt Nam. Ông nguyên là Chủ tịch Ủy ban nhân dân tỉnh Quảng Nam khóa IX, nhiệm kỳ 2016-2021. Trong Đảng Cộng sản Việt Nam, ông nguyên là Phó Bí thư Tỉnh ủy Quảng Nam khóa XXI, nhiệm kỳ 2015-2020.

## Lý lịch và học vấn
Đinh Văn Thu sinh ngày 25 tháng 10 năm 1959, quê quán xã Điện Phước, huyện Điện Bàn, tỉnh Quảng Nam. Tham gia cách mạng ngày 1 tháng 6 năm 1977. Gia nhập Đảng Cộng sản Việt Nam ngày 5 tháng 9 năm 1980.
Trình độ:
- Chuyên môn: Đại học Kinh tế;[1]
- Chính trị: Cử nhân hành chính, Cao cấp lý luận chính trị.[1]

## Sự nghiệp
Trước khi được bầu làm Chủ tịch Ủy ban nhân dân tỉnh, ông Đinh Văn Thu từng là Giám đốc Sở Công nghiệp tỉnh Quảng Nam, Chánh Văn phòng Ủy ban nhân dân tỉnh Quảng Nam, Ủy viên Ban Thường vụ Tỉnh ủy, Phó Chủ tịch Thường trực Ủy ban nhân dân tỉnh Quảng Nam nhiệm kỳ 2011-2016.
Ngày 6/4/2015, tại kỳ họp thứ 13, Hội đồng nhân dân tỉnh Quảng Nam khóa VIII, (phiên họp bất thường), ông Đinh Văn Thu được bầu giữ chức vụ Chủ tịch Ủy ban nhân dân tỉnh Quảng Nam nhiệm kỳ 2011-2016, với 51/53 phiếu bầu, đạt tỷ lệ 96,22%.
Cũng trong sáng ngày 6/4/2015, Hội nghị đột xuất bàn về công tác cán bộ, Ban Thường vụ Tỉnh ủy Quảng Nam đã bầu bổ sung ông Đinh Văn Thu giữ chức vụ Phó Bí thư Tỉnh ủy Quảng Nam khóa XX, nhiệm kỳ 2010-2015.
Ngày 15/10/2015, Hội nghị Ban Chấp hành Đảng bộ tỉnh khóa XXI lần thứ nhất, đã bầu ông Đinh Văn Thu, Phó Bí thư Tỉnh ủy khóa XX tái đắc cử chức vụ Phó Bí thư Tỉnh ủy khóa XXI, nhiệm kỳ 2015 - 2020 với tỷ lệ 100%.
Sáng ngày 14/6/2016, Hội đồng nhân dân tỉnh Quảng Nam khóa IX, nhiệm kỳ 2016-2021 đã tổ chức phiên họp thứ nhất, bầu ông Đinh Văn Thu tái đắc cử chức vụ Chủ tịch Ủy ban nhân dân tỉnh Quảng Nam.
Từ ngày 1 tháng 11 năm 2019, Đinh Văn Thu chính thức nghỉ hưu.